# Adolf Kneser

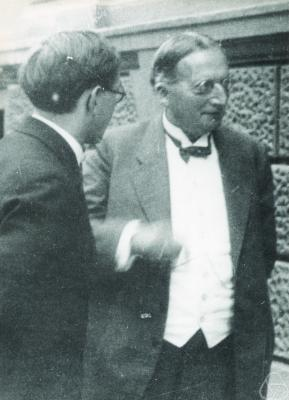
Adolf Kneser

Adolf Kneser (Grüssow, Mecklenburg, 19 maart 1862- Breslau nu Wrocław, 24 januari 1930) was een Duits wiskundige. Hij werkte op het gebied van de algebraïsche meetkunde en analyse.
Hij was achtereenvolgens professor aan de toenmalige Russische universiteit van Dorpat (nu de universiteit van Tartu) (1889), de Bergakademie in Berlijn (1900) en de universiteit van Breslau (vanaf 1905). Tot zijn studenten in Breslau behoorden onder meer Stefan Cohn-Vossen en Edwin Feyer.
Hij is de vader van de wiskundige Hellmuth Kneser en de grootvader van de wiskundige Martin Kneser.